# Мелроуз (Айова)
Мелроуз (англ. Melrose) — місто (англ. city) в США, в окрузі Монро штату Айова. Населення — 110 осіб (2020).

## Географія
Мелроуз розташований за координатами 40°58′44″ пн. ш. 93°3′3″ зх. д. / 40.97889° пн. ш. 93.05083° зх. д. (40.979024, -93.050804).  За даними Бюро перепису населення США в 2010 році місто мало площу 2,62 км², уся площа — суходіл.

## Демографія
Згідно з переписом 2010 року, у місті мешкало 112 осіб у 51 домогосподарстві у складі 34 родин. Густота населення становила 43 особи/км².  Було 67 помешкань (26/км²).
Расовий склад населення:
| - 96,4 % — білих - 0,9 % — азіатів |

До двох чи більше рас належало 2,7 %. Частка іспаномовних становила 0,0 % від усіх жителів.
За віковим діапазоном населення розподілялося таким чином: 16,1 % — особи молодші 18 років, 58,0 % — особи у віці 18—64 років, 25,9 % — особи у віці 65 років та старші. Медіана віку мешканця становила 54,0 року. На 100 осіб жіночої статі у місті припадало 115,4 чоловіків;  на 100 жінок у віці від 18 років та старших — 113,6 чоловіків також старших 18 років.
Середній дохід на одне домашнє господарство  становив 45 792 долари США (медіана — 41 250), а середній дохід на одну сім'ю — 52 249 доларів (медіана — 53 750). Медіана доходів становила 40 833 долари для чоловіків та 40 000 доларів для жінок. За межею бідності перебувало 17,3 % осіб, у тому числі 34,8 % дітей у віці до 18 років та 4,0 % осіб у віці 65 років та старших.
Цивільне працевлаштоване населення становило 69 осіб. Основні галузі зайнятості: транспорт — 11,6 %, роздрібна торгівля — 11,6 %, публічна адміністрація — 11,6 %.